# František Tikal
František Tikal, češki hokejist, * 18. julij 1933, Včelná, Češka, † 10. avgust 2008, Češka.
Tikal, ki je igral na položaju branilca, je zastopal češkoslovaško reprezentanco na dveh olimpijskih igrah, kjer je bil dobitnik ene bronaste medalje, ter sedmih svetovnih prvenstvih (brez olimpijskih iger), kjer je bil dobitnik dveh srebrnih in treh bronastih medalj. Med letoma 1962 in 1967 je bil tudi kapetan državne reprezentance. Med letoma 1971 in 1973 je bil trener kluba HC Slavia Praha. Umrl je leta 2008.